# Чемпіонат Чехословаччини з футболу 1925
Об'єднана ліга 1925 (чеськ. Asociační liga 1925) — перший професіональний розіграш чемпіонату Чехословаччини з футболу, що був проведений з 1 березня по 8 листопада 1925 року. Турнір отримав таку назву, бо об'єднав у єдину федерацію усі тогочасні футбольні федерації у Чехословаччині: Чехословацьку (ČSSF), німецьку (DFV), угорсську (MLSz), єврейську (KMKRJ) і польську (PZPN).
Загалом професіональний статус отримали 16 команд, серед яких 10 увійшли до першої ліги і 6 до другої ліги. Першу лігу склали команди лише з Праги і її передмість, в тому числі і німецький клуб ДФК Прага. У Другу лігу були заявлені празький «Чехія Прага VIII», клуб з передмістя Праги «Славой» (Жижков), команда «Кладно» з однойменного міста, а також три німецьких клуби з Судетської області — «Тепліце», «Карлсбад» і «Брюкс».
Поки що лише 139 футболістів чемпіонату стали професіоналами (найбільше таких гравців було у «Славії» — 15, найменше — 2 у команді «Брюкс»). Умовою отримання професійного статусу була зарплатня у 200 крон, тому не всі клуби могли собі дозволити платити усім своїм футболістам такий оклад.
В першій лізі матчі проводились в одне коло, у другій — у два. Першим професіональним чемпіоном Чехословаччини став клуб «Славія» (Прага), що лише за додатковими показниками випередив «Спарту». Найкращим бомбардиром змагань став уславлений ветеран «Славії» Ян Ванік, який забив 13 м'ячів.

## 1 ліга

### Підсумкова таблиця
|    | Турнірна таблиця     | І | В | Н | П | МЗ | МП | Р   | О  |
| -- | -------------------- | - | - | - | - | -- | -- | --- | -- |
| 1  | Славія (Прага)       | 9 | 7 | 1 | 1 | 38 | 10 | +28 | 15 |
| 2  | Спарта (Прага)       | 9 | 7 | 1 | 1 | 28 | 8  | +20 | 15 |
| 3  | Вікторія (Жижков)    | 9 | 4 | 3 | 2 | 21 | 16 | +5  | 11 |
| 4  | ДФК Прага            | 9 | 4 | 2 | 3 | 20 | 12 | +8  | 10 |
| 5  | Краловські Виногради | 9 | 4 | 1 | 4 | 7  | 17 | -10 | 9  |
| 6  | Чехія Карлін (Прага) | 9 | 2 | 4 | 3 | 13 | 19 | -6  | 8  |
| 7  | Лібень (Прага)       | 9 | 3 | 1 | 5 | 20 | 32 | -12 | 7  |
| 8  | Вршовіце (Прага)     | 9 | 3 | 0 | 6 | 19 | 28 | -8  | 6  |
| 9  | Нусельский (Прага)   | 9 | 2 | 1 | 6 | 16 | 30 | -14 | 5  |
| 10 | Метеор-VIII (Прага)  | 9 | 1 | 2 | 6 | 14 | 24 | -10 | 4  |

### Таблиця результатів
| 1925                 | СЛА | СПА | ВІК | ДФК | ВИН | КАР | ЛІБ | ВРШ | НУС | МЕТ |
| -------------------- | --- | --- | --- | --- | --- | --- | --- | --- | --- | --- |
| Славія (Прага)       | ХХХ | –   | –   | 4:2 | 3:0 | 2:2 | –   | –   | –   | 5:0 |
| Спарта (Прага)       | 2:0 | ХХХ | 0:1 | 1:0 | –   | 4:1 | –   | –   | –   | –   |
| Вікторія (Жижков)    | 1:2 | –   | ХХХ | –   | 3:1 | 2:2 | –   | –   | –   | 3:1 |
| ДФК Прага            | –   | –   | 1:1 | ХХХ | –   | –   | 4:1 | 4:1 | 4:0 | –   |
| Краловські Виногради | –   | 0:1 | –   | 1:0 | ХХХ | 0:0 | 1:0 | 2:1 | –   | –   |
| Чехія Карлін (Прага) | –   | –   | –   | 2:2 | –   | ХХХ | 0:1 | 3:2 | 2:1 | –   |
| Лібень (Прага)       | 3:9 | 2:7 | 4:4 | –   | –   | –   | ХХХ | 4:3 | 1:3 | –   |
| Вршовіце (Прага)     | 0:5 | 2:3 | 4:3 | –   | –   | –   | –   | ХХХ | 3:2 | 3:2 |
| Нусельский (Прага)   | 0:8 | 0:8 | 1:3 | –   | 8:0 | –   | –   | –   | ХХХ | 1:1 |
| Метеор-VIII (Прага)  | –   | 2:2 | –   | 1:3 | 1:2 | 5:1 | 1:4 | –   | –   | ХХХ |

## Склади команд

### Славія
| Основний склад | Кількість проведених матчів |
| --- | --------------------------- |
| Штаплік Провіта Сейферт Плодр Плетиха Гліняк Штапл Сильний Шолтис Кратохвіл Ванік                                                                  |                             |
| Йозеф Слоуп-Штаплік (9) |                             |
| Їндржих Провіта (7) |                             |
| Еміл Сейферт (7) |                             |
| Франтішек Плодр (7) |                             |
| Йозеф Плетиха (9) |                             |
| Емануель Гліняк (9.1) |                             |
| Їндржих Шолтис (7.1) |                             |
| Рудольф Слоуп-Штапл (7.10) |                             |
| Ян Ванік (8.13) |                             |
| Йозеф Сильний (9.8) |                             |
| Йозеф Кратохвіл-Крата (9.4) |                             |
| Інші гравці: ЗХ Йозеф Кухарж (2), Карел Нутль (1); ПЗ Зденек Куммерманн (3); НП Франтішек Добіаш (3.1) Йозеф Чапек (2); тренер: Джон Вільям Мадден |                             |

### Призери
| 2. Спарта: Воротар: Франтішек Гохманн (9). Захисники: Антонін Пернер (8), Антонін Гоєр (6.1), Ян Шима-Шана (3), Карел Стейнер (1). Півзахисники: Карел Пешек-Кадя (8), Ярослав Червений (8.1), Франтішек Коленатий (7), Вацлав Міка (2), Ярослав Клоуда (1). Нападники: Отто Шимонек (9.1), Рудольф Ректорис (8.1), Альфред Шаффер (8.2), Ярослав Полачек (6.8), Фердинанд Гайний (5.5), Йозеф Шима (5.6), Йозеф Седлачек (1), Олдржих Печенка (1.1), Вацлав Станєк (1), Йозеф Горейс (1), Ян Дворжачек (1.2). Тренер: Вацлав Шпіндлер. |

| 3. Вікторія: Воротар: Вацлав Бенда (9). Захисники: Ладислав Женишек (8), Франтішек Гоєр (5.1), Йозеф Сухий (4), Франтішек Стеглік (3). Півзахисники: Антонін Царван (9.3), Войтех Сибал-Мікше (7), Вацлав Слезак (7), Вілем Кьоніг (1), Вацлав Чепелак (1), Нападники: Йозеф Єлінек (9.3), Їржі Мареш (9.3), Антонін Кржиштял (6.3), Ладислав Матуш (6.1), Отто Новак (5.2), Карел Медуна (3.2), Карел Северін (3.3), Гавлік (2), Вацлав Ванік-Вана (1), Вацлав Баєр (1), Богуміл Гейм (1), Йозеф Странський (1). Тренер: Йозеф Бєлка |

## Найкращі бомбардири
| №  | Гравець          | Команда            | Голи |
| -- | ---------------- | ------------------ | ---- |
| 1. | Ян Ванік         | Славія (Прага)     | 13   |
| 2. | Рудольф Слоуп    | Славія (Прага)     | 10   |
| 3. | Йозеф Сильний    | Славія (Прага)     | 8    |
| 4. | Ярослав Полачек  | Спарта (Прага)     | 8    |
| 5. | Ян Янса          | Нусельский (Прага) | 8    |
| 6. | Вацлав Галлінгер | Вршовіце (Прага)   | 8    |
| 7. | Адольф Патек     | ДФК Прага          | 7    |
| 8. | Ярослав Гержман  | Лібень (Прага)     | 7    |
| 9. | Карел Бейбл      | Вршовіце (Прага)   | 6    |

## 2 ліга
|   | Турнірна таблиця | І  | В | Н | П | МЗ | МП | Р   | О  |
| - | ---------------- | -- | - | - | - | -- | -- | --- | -- |
| 1 | Кладно           | 10 | 8 | 1 | 1 | 25 | 6  | +19 | 17 |
| 2 | Тепліце          | 10 | 7 | 2 | 1 | 31 | 12 | +19 | 16 |
| 3 | Карлсбад         | 10 | 3 | 3 | 4 | 14 | 20 | -6  | 9  |
| 4 | Брюкс            | 10 | 3 | 2 | 5 | 9  | 19 | -10 | 8  |
| 5 | Чехія Прага VIII | 10 | 1 | 4 | 5 | 7  | 17 | -10 | 6  |
| 6 | Славой (Жижков)  | 10 | 2 | 0 | 8 | 13 | 25 | -12 | 4  |

## Аматорський чемпіонат Чехословаччини
Проводився для команд, що стали переможцями регіональних турнірів.
Кваліфікація
| Команда 1 | Рахунок | Команда 2          |
| --------- | ------- | ------------------ |
| Пардубице | 5:2     | Вікторія (Пльзень) |
| Простейов | 1:0     | Жиденіце (Брно)    |

Чвертьфінал
| Команда 1           | Рахунок | Команда 2           |
| ------------------- | ------- | ------------------- |
| Рапід (Виногради)   | 3:1     | Пардубице           |
| Уніон (Жижков)      | 3:1     | Простейов           |
| Чехосован (Коширже) | 3:2     | Братислава          |
| Моравська Острава   | +:-     | Лігеті (Братислава) |

Півфінал
| Команда 1                  | Рахунок | Команда 2         |
| -------------------------- | ------- | ----------------- |
| Уніон (Жижков)             | 3:2     | Рапід (Виногради) |
| Чехослован Коширже (Прага) | 3:1     | Моравська Острава |

Фінал
| Команда 1      | Рахунок | Команда 2            |
| -------------- | ------- | -------------------- |
| Уніон (Жижков) | 3:2     | Чехослован (Коширже) |

| 13.12.1925 |

| Уніон (Жижков)             | 3 — 2 (3 — 0) | Чехослован (Коширже, Прага) |
| -------------------------- | ------------- | --------------------------- |
| Флейшманн Шинделарж Цісарж | звіт          | Янік                        |

| Прага |

Уніон: Гронеш, Чех, Кнот, Тайссінгер, Малий, Сукенка, Флейшманн, Кноблох-Маделон, Корал, Шинделарж, Цісарж.
Чехослован: Штрігл, Паральт, Сташа, Малецький, Сафр, Штверак, Мраз, Режек, Рожичка, Янік, Поланецький.